# Jenny Herz
Jenny Herz (* unbekannt; † unbekannt) war eine österreichische Eiskunstläuferin, die im Einzellauf startete.
Bei den ersten Eiskunstlauf-Weltmeisterschaften, in der es eine eigene Damenkonkurrenz gab, wurde sie im Jahr 1906 in Davos Vize-Weltmeisterin hinter der ersten Eiskunstlaufweltmeisterin Madge Syers. Bei den Eiskunstlauf-Weltmeisterschaften 1907 wiederholte sie dies und gewann in Wien erneut Silber hinter Syers und vor Lily Kronberger.

## Ergebnisse
| Wettbewerb / Jahr   | 1906 | 1907 |
| ------------------- | ---- | ---- |
| Weltmeisterschaften | 2.   | 2.   |